# Luc Holtz
Luc Holtz (Luxemburgo, 14 de junio de 1969) es un exfutbolista y entrenador luxemburgués. Actualmente dirige al Waldhof Mannheim.

## Carrera como jugador
Holtz, mediocampista central, comenzó su carrera en Red Boys Differdange antes de unirse al Avenir Beggen para la temporada 1992-93. Con este último ganó inmediatamente dos dobletes consecutivos de liga y copa y él mismo obtuvo el premio al Futbolista luxemburgués del año en 1993.
En 1999, los dejó para convertirse en jugador/entrenador del Etzella Ettelbruck. Con el club consiguió inmediatamente el ascenso a la División Nacional de Luxemburgo en su primera temporada al mando. Además, les dio su primera gran medalla al ganar la Copa de Luxemburgo en 2001. Después del descenso en 2002, consiguieron el ascenso en el primer intento. En 2003 y 2004 perdieron dos finales de copa consecutivas.Se retiró del fútbol profesional al final de la temporada 2007-08.

## Selección nacional
Hizo su debut con la selección de fútbol de Luxemburgo el 12 de octubre de 1991 en un encuentro amistoso contra Portugal que finalizó con un resultado de empate a uno tras los goles de Carlo Weis para Luxemburgo, y de António Nogueira para Portugal. Llegó a disputar cuatro fases de clasificación para la Eurocopa, y tres para el Mundial, no llegando a clasificarse en ninguna de ellas. Jugó su último partido internacional en octubre de 2002, donde fueron derrotados por 7-0 ante Rumania.

### Goles internacionales
| # | Fecha                   | Estadio                                      | Oponente | Gol | Resultado | Competición                         |
| - | ----------------------- | -------------------------------------------- | -------- | --- | --------- | ----------------------------------- |
| 1 | 6 de septiembre de 1995 | Estadio Josy Barthel, Luxemburgo, Luxemburgo | Malta    | 1–0 | 1–0       | Clasificación para la Eurocopa 1996 |

## Carrera como entrenador
Luego de su etapa como jugador/entrenador en el Etzella Ettelbruck, Holtz dirigió la selección sub-21 de Luxemburgo entre 2018 y 2010. No obstante, en agosto de 2010, fue confirmado como entrenador de la selección absoluta tras la renuncia de Guy Hellers. El 9 de julio de 2025, se confirmó que su contrato no sería renovado luego del 31 de diciembre. No obstante, el 11 de agosto, la FLF anunció que había dimitido "con efecto inmediato", lo que puso fin a su mandato de 15 años como entrenador de la selección nacional.
El 12 de agosto de 2025, fue oficializado como entrenador del Waldhof Mannheim.

## Clubes

### Como jugador
| Club                    | País       | Año       | Partidos | Goles |
| ----------------------- | ---------- | --------- | -------- | ----- |
| FA Red Boys Differdange | Luxemburgo | 1990-1992 | 56       | 25    |
| FC Avenir Beggen        | Luxemburgo | 1992-1999 | 154      | 61    |
| FC Etzella Ettelbruck   | Luxemburgo | 1999-2007 | 134      | 25    |

### Como entrenador
| Club                           | País       | Año           |
| ------------------------------ | ---------- | ------------- |
| FC Etzella Ettelbruck          | Luxemburgo | 1999-2007     |
| Selección sub-21 de Luxemburgo | Luxemburgo | 2008-2010     |
| Selección de Luxemburgo        | Luxemburgo | 2010-2025     |
| Waldhof Mannheim               | Alemania   | 2025-presente |

## Palmarés

### Como jugador

#### Campeonatos nacionales
| Título                          | Club                  | País       | Año  |
| ------------------------------- | --------------------- | ---------- | ---- |
| División Nacional de Luxemburgo | FC Avenir Beggen      | Luxemburgo | 1993 |
| División Nacional de Luxemburgo | FC Avenir Beggen      | Luxemburgo | 1994 |
| Copa de Luxemburgo              | FC Avenir Beggen      | Luxemburgo | 1993 |
| Copa de Luxemburgo              | FC Avenir Beggen      | Luxemburgo | 1994 |
| Copa de Luxemburgo              | FC Etzella Ettelbruck | Luxemburgo | 2001 |

### Distinciones individuales
| Título                           | Club             | País       | Año  |
| -------------------------------- | ---------------- | ---------- | ---- |
| Futbolista del año en Luxemburgo | FC Avenir Beggen | Luxemburgo | 1993 |